# Like a Dragon: Yakuza
Like a Dragon: Yakuza est une mini-série américano-japonaise en six épisodes, créée par Sean Crouch et Yugo Nakamura et basée sur la série de jeux vidéo Like a Dragon de Sega. Elle est diffusée à partir du 24 octobre 2024 sur Prime Video.

## Synopsis
On suit l'histoire de Kazuma Kiryu (Ryoma Takeuchi (en)), un ancien yakuza entraîné dans une vaste conspiration impliquant son ancien clan et son meilleur ami Akira Nishikiyama (en) (Kento Kaku (en)).

## Distribution

### Acteurs principaux
- Ryoma Takeuchi (en) (VF : Emmanuel Garijo) : Kazuma Kiryu
- Kento Kaku (en) (VF : Adrien Larmande) : Akira Nishikiyama (en)
- Munetaka Aoki (en) : Goro Majima (en)
- Yūmi Kawai (VF : Fanny Bloc) : Yumi Sawamura

### Acteurs secondaires
- Hinano Nakayama (VF : Meaghan Dendraël) : Miho Nishikiyama
- Toshiaki Karasawa (VF : Serge Faliu) : Shintaro Kazama
- Kōichi Satō : Daigo Sasaki
- Subaru Shibutani (VF : Antoine Schoumsky) : Makoto Date
- Saki Takaoka : Reina
- Ryudo Uzaki (en) : Jin Goda
- Shōhei Uno : Koji Shindo
- Masaya Katō (VF : Guillaume Orsat) : Sohei Dojima

## Épisodes
1. Départ / Retour
2. Ambition / Désir
3. Frères / Sœurs